# Tempête apaisée

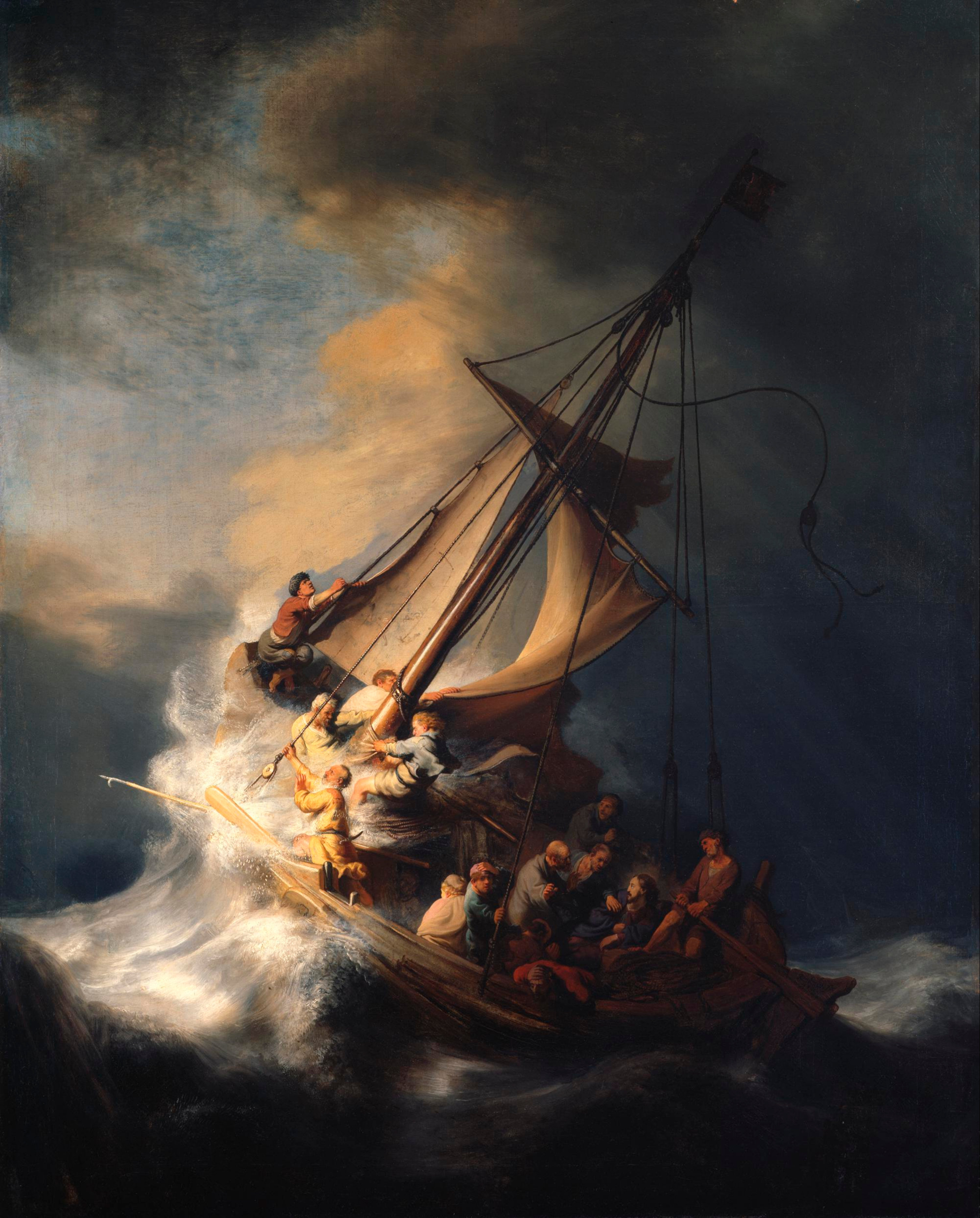
Le Christ dans la tempête sur la mer de Galilée par Rembrandt (1632).

La tempête apaisée est un miracle attribué à Jésus-Christ. Il est cité dans les trois Évangiles synoptiques. 
Cette péricope se situe sur le lac de Génézareth, ou lac de Tibériade, ou encore mer de Galilée ou lac de Kinneret. Ce lac d'eau douce, d'une superficie de 160 km2, se trouve au nord-est d'Israël entre le plateau du Golan et la Galilée.

## Le Psaume 107
Cet épisode est une transposition du Psaume 107 (106) :
Ceux qui étaient descendus sur la mer dans des navires,

et qui travaillaient sur les grandes eaux,

ceux-là virent les œuvres de l’Éternel

et ses merveilles au milieu de l’abîme.

Il dit, et il fit souffler la tempête,

qui souleva les flots de la mer.

Ils montaient vers les cieux, ils descendaient dans l’abîme ;

leur âme était éperdue en face du danger ;

saisis de vertige, ils chancelaient comme un homme ivre,

et toute leur habileté était anéantie.

Dans leur détresse, ils crièrent à l’Éternel,

et il les délivra de leurs angoisses ;

il arrêta la tempête, ramena le calme,

et les ondes se turent.

Ils se réjouirent de ce qu’elles s’étaient apaisées,

et l’Éternel les conduisit au port désiré.

## Nouveau Testament
Évangile selon Marc, chapitre 4, versets 35 à 41 :
« Ce même jour, sur le soir, Jésus leur dit : Passons à l'autre bord. Après avoir renvoyé la foule, ils l'emmenèrent dans la barque où il se trouvait ; il y avait aussi d'autres barques avec lui. Il s'éleva un grand tourbillon, et les flots se jetaient dans la barque, au point qu'elle se remplissait déjà. Et lui, il dormait à la poupe sur le coussin. Ils le réveillèrent, et lui dirent : Maître, ne t'inquiètes-tu pas de ce que nous périssons ? S'étant réveillé, il menaça le vent, et dit à la mer : Silence ! tais-toi ! Et le vent cessa, et il y eut un grand calme. Puis il leur dit : Pourquoi avez-vous ainsi peur ? Comment n'avez-vous point de foi ?Ils furent saisis d'une grande frayeur, et ils se dirent les uns aux autres : Quel est donc celui-ci, à qui obéissent même le vent et la mer ? »
Évangile selon Matthieu, chapitre 8, versets 23 à 27 :
« Il monta dans la barque, et ses disciples le suivirent. Et voici, il s'éleva sur la mer une si grande tempête que la barque était couverte par les flots. Et lui, il dormait. Les disciples s'étant approchés le réveillèrent, et dirent : Seigneur, sauve-nous, nous périssons ! Il leur dit : Pourquoi avez-vous peur, gens de peu de foi ? Alors il se leva, menaça les vents et la mer, et il y eut un grand calme. Ces hommes furent saisis d'étonnement : Quel est celui-ci, disaient-ils, à qui obéissent même les vents et la mer ? »
Évangile selon Luc, chapitre 8, versets 22 à 25 :
« Un jour, Jésus monta dans une barque avec ses disciples. Il leur dit : Passons de l'autre côté du lac. Et ils partirent. Pendant qu'ils naviguaient, Jésus s'endormit. Un tourbillon fondit sur le lac, la barque se remplissait d'eau, et ils étaient en péril. Ils s'approchèrent et le réveillèrent, en disant : Maître, maître, nous périssons ! S'étant réveillé, il menaça le vent et les flots, qui s'apaisèrent, et le calme revint.
Puis il leur dit : Où est votre foi ? Saisis de frayeur et d'étonnement, ils se dirent les uns aux autres : Quel est donc celui-ci, qui commande même au vent et à l'eau, et à qui ils obéissent ? »

Traduction d'après la Bible Louis Segond.

## Représentation dans les arts
Delacroix a peint au moins six versions de ce passage du Nouveau Testament : réveillé par ses disciples terrifiés, le Christ les a grondés pour leur manque de confiance en la Providence.

La tempête apaisée
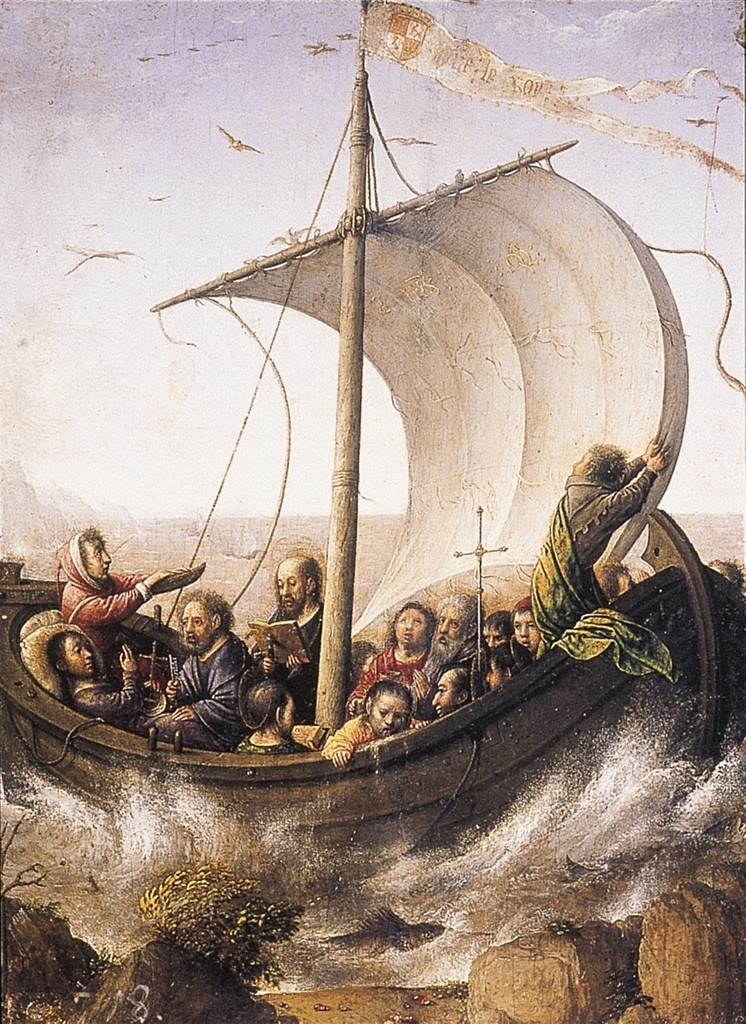
Juan de Flandes 1490–1500
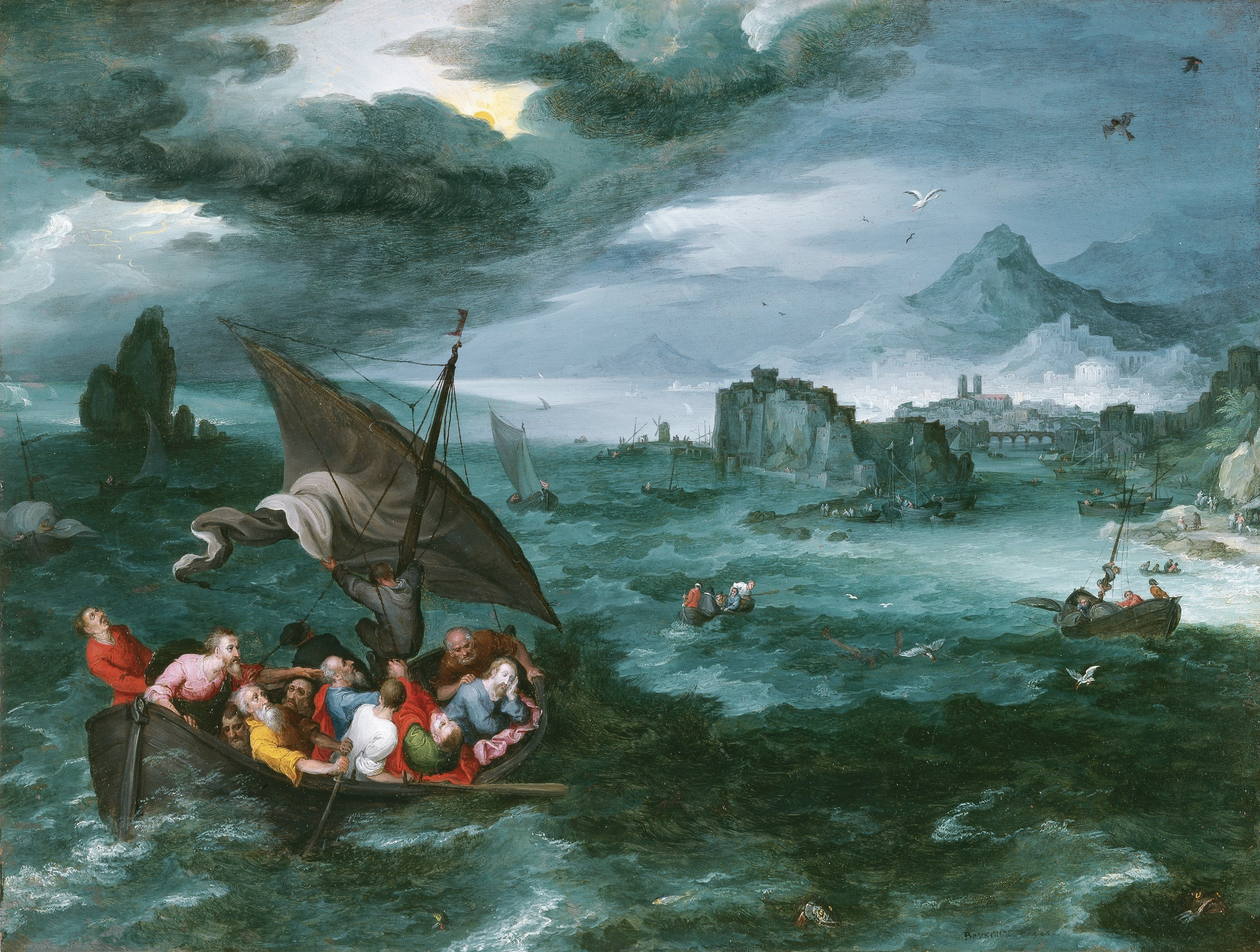
Jan Brueghel l'Ancien 1596
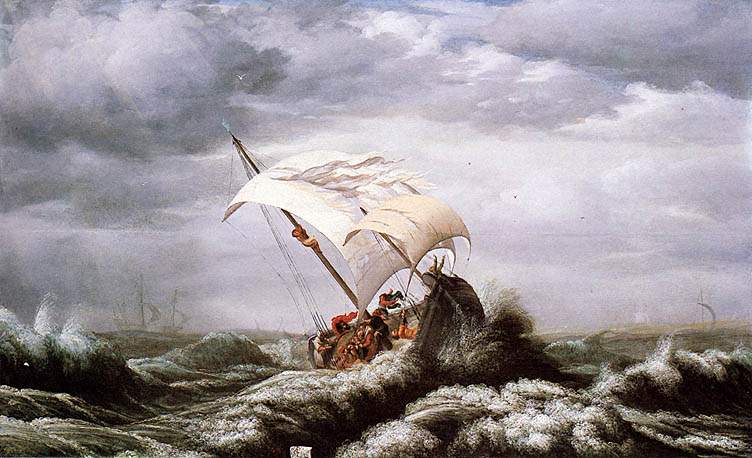
Pieter Stalpaert 1617
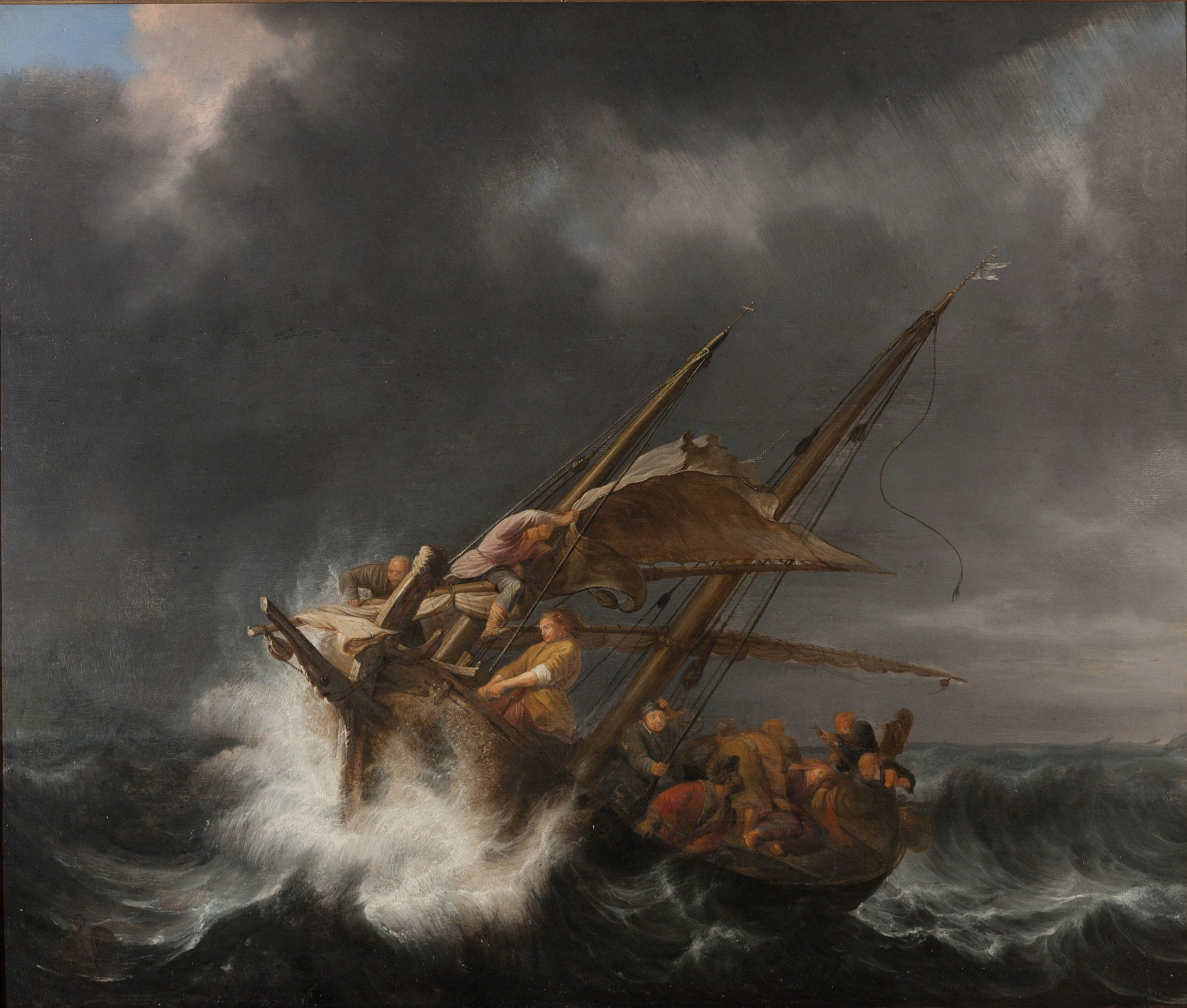
Simon de Vlieger 1637
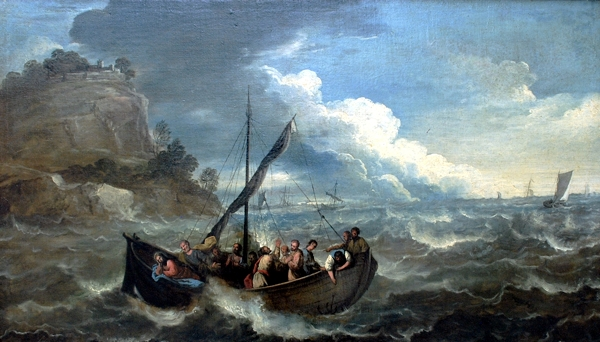
Cornelis de Wael v. 1630
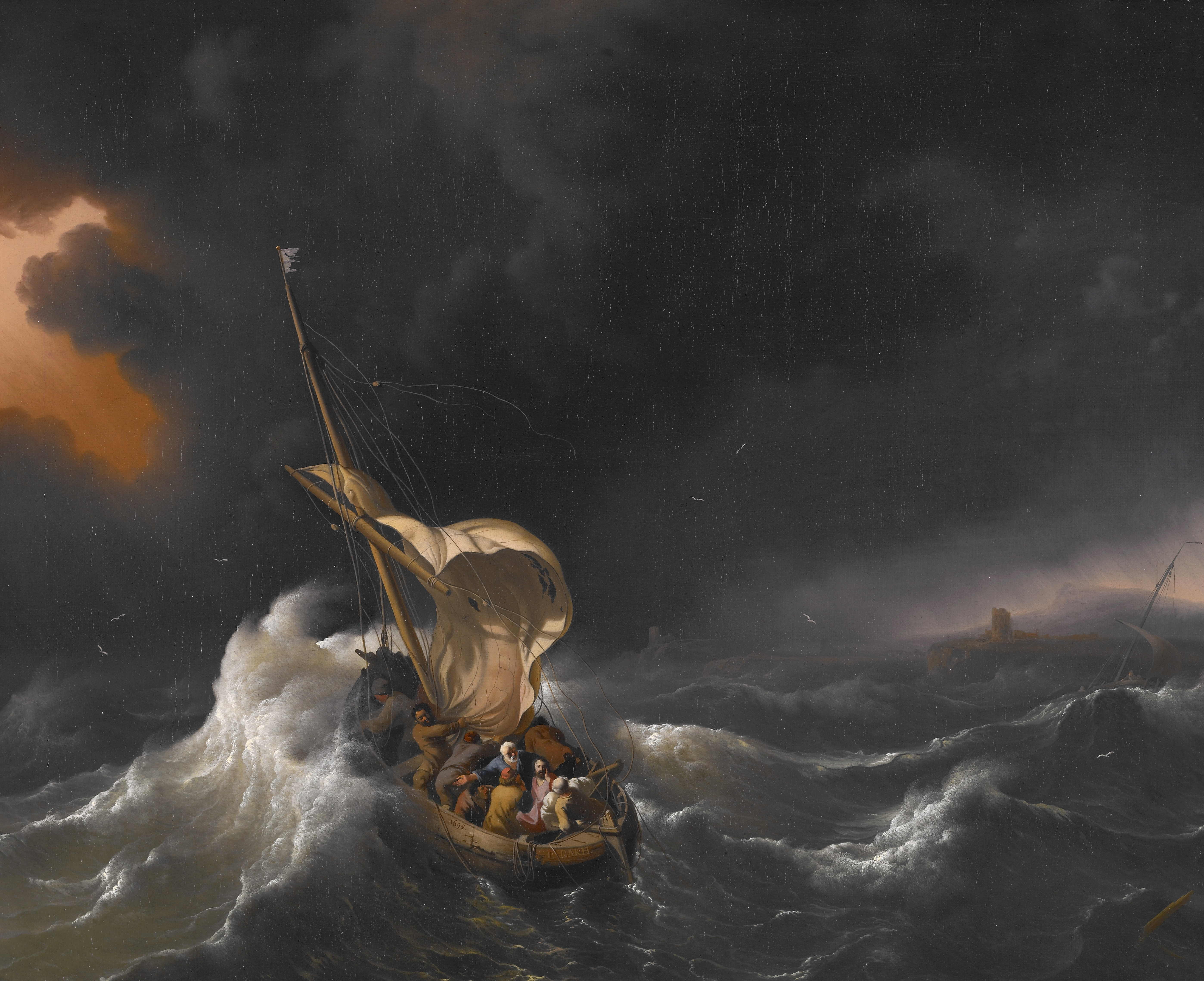
Ludolf Bakhuizen 1695
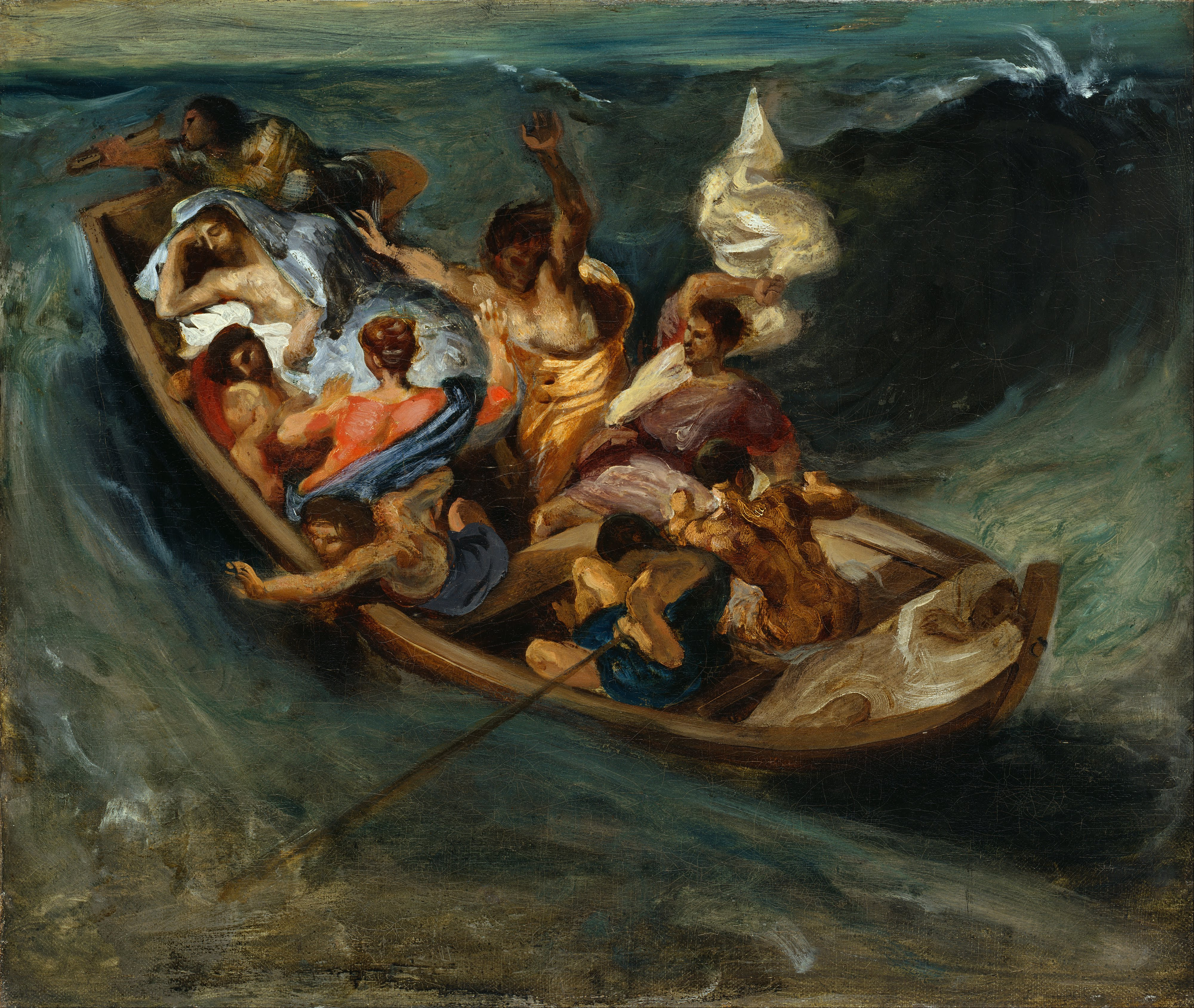
Eugène Delacroix 1854